# Blansko
Blansko este un oraș situat în partea de sud-vest a Cehiei, în Regiunea Moravia de Sud. Biserica de lemn de aici, a fost construită în 1601 și a servit ca și lăcaș de cult pentru comunitatea ortodoxă din satul Săliștea de Jos, actualmente în Ucraina. Purta hramul „Sf. Parascheva“. A fost adusă aici în 1936 și servește Biserica Husită Cehoslovacă.